# Mihai Moldovanu
Mihai Moldovanu (n. 7 iunie 1965, satul Ordășei) este un om politic din Republica Moldova, care a îndeplinit funcția de viceprim-ministru al Republicii Moldova (2011-2013).

## Biografie
Mihai Moldovanu s-a născut la 7 iunie 1965 în satul Ordășei, raionul Telenești. În anul 1984 a absolvit Colegiul de medicină în orașul Orhei, în 1992 - Universitatea de Stat de Medicină și Farmacie «Nicolae Testemițanu». 
- Din 1993 pînă la 2007 - medic în Policlinica Asociației Curativ-Sanatoriale și de Recuperare a Aparatului Guvernului Republicii Moldova.
- Din 2007 pînă la 2009 și din 2010 pînă la 2011 - director al Direcției sănătății a Consiliului municipal Chișinău.
- Din 2009 pînă la 2010 - deputat în Parlamentul Republicii Moldova de legislatura a XVII-a și a XVIII-a.

Prin Decretul Președintelui Republicii Moldova nr.5-VI din 14 ianuarie 2011 a fost numit în funcția de viceprim-ministru al Republicii Moldova. A fost demis din funcție pe 16 mai 2013.